# Linda Gustavson
Linda Lee Gustavson, född 30 november 1949 i Santa Cruz i Kalifornien, är en amerikansk före detta simmare.
Gustavson blev olympisk guldmedaljör på 4 x 100 meter frisim vid sommarspelen 1968 i Mexico City.